# Natan Bernot
Natan Bernot, slovenski inženir strojništva in športnik kanuist, * 11. avgust 1931, Ljubljana, † avgust 2018.

## Življenje in delo
Diplomiral je 1958 na ljubljanski Fakulteti zaa strojništvo in se v ZDA specializital v jedrski tehniki. Na Institutu "Jožef Stefan" je bil zaposlen v letih 1959−1968 in bil 1960-1966 vodja gradnje raziskovalnega reaktorja TRIGA v Podgorici pri Črnučah, do 1968 pa višji strokovni sodelavec in vodja odseka za reaktorsko tehniko. Leta 1968 se je zaposlil v Inženirskem biroju Elektroprojekt v Ljubljani, kjer je delal pri projektiranju kompleksnih nalog s področja jedrske tehnike, in bil tam v letih 1968−1976 in 1977-1981 tudi direktor. 
Bernot je bil vrhunski športnik kanuist. V letih 1953−1964 je bil devetkrat prvak Jugoslavije v spustu in slalomu. Z bratom Daretom je na svetovnem prvenstvu 1963 v avstrijskem Špitalu ob Dravi osvojil srebrno medaljo v kanuju dvokleku.